# Іоланда Монферратська
Іоланда Монферратська (бл. 1274 —1317) — візантійська імператриця.

## Життєпис
Походила з італійського знатного роду Алерамічі. Старша донька Вільгельма VII, маркіза Монферрата, та Беатріси, доньки Альфонсо X, короля Кастилії і Леону. Народилася близько 1274 року у фортеці Казаль, отримавши ім'я Іоланда (також відома на кастильський кшталт як Віоланта). У 1284 році було влаштовано шлюб Іоаланди та візантійського імператора Андроніка II. Це був суто політичний договір, оскільки Візантія намагалася розширити кількість союзників у Західній Європі й відвернути походи проти себе. Формально Іоланда передала чоловікові родинні права на Фессалонікське королівство. Вона змінила ім'я на Ірина, але стала імператрицею лише у 1286 році, коли народила первістка.
Іоланда-Ірина активно допомагала чоловікові в налагодженні союзних відносин з північноіталійськими державами, а також королівством Кастилія. Водночас усіляко підтримувала інтереси своєї родини Алерамічі. Активно інтригувала проти співімператора Михайла IX, намагаючись забезпечити перехід імператорської влади власним синам або надати їм самостійні володіння в імперії. Це призвело до розриву з чоловіком, після чого 1303 року перебралася до Фессалонік, де мала власний двір та скарбницю.
У 1305 році після смерті брата Джованні I передала успадковані від останнього права на Монферратський маркизат синові Феодору. Померла імператриця 1317 року в місті Драма (поблизу Фессалонік). Похована в Константинополі.

## Родина
Чоловік — Андронік II Палеолог, візантійський імператор.
Діти:
- Іоанн (1286—1308) — деспот, не залишив спадкоємців.
- Варфоломій (1289)
- Феодор (1291—1338) — маркграф Монферратський
- Симона (1294 — після 1336) — дружина Стефана Урош II Милутин, короля Сербії
- Феодора (1295)
- Деметрій (1297—1343), деспот
- Ісаак (1299)